# N532 (België)
De N532 is een gewestweg in België tussen 's-Gravenbrakel (N6) en Écaussinnes. De weg heeft een lengte van ongeveer 5 kilometer. De weg houdt op bij de kruising met de Rue Bel-Air in Écaussinnes.
De gehele weg heeft twee rijstroken in beide rijrichtingen samen.

## Plaatsen langs N532
- 's-Gravenbrakel
- Écaussinnes